# Метрополитен Балтимора
Метрополитен Балтимора — система метро города Балтимор (США), действующая с 1983 года. Является более чем наполовину надземной и наземной, подземные участки в основном расположены в центре города. Оператором системы является компания Maryland Transit Administration (MTA).

## История
В 1965 предложен план создания системы метрополитена всей агломерации из 6 линий общей длиной 114 км с кольцевым участком в центре.
В 1971—1972 годах, в связи с высокой стоимостью сооружения, к реализации принят сокращённый план только из первоочередных двух линий общей длиной 45 км — северо-западной и южной (к международному аэропорту имени Таргуда Маршалла Вашингтон-Балтиморской конурбации).
В 1975 южная линия была исключена из первой очереди, а в 1976 начато строительство одной линии.
21 ноября 1983 открыт первый участок длиной 12,2 км, в 1987 — второй участок длиной 9,8 км, в 1994 — третий участок длиной 2,5 км.
Стоимость сооружения составила 1,392 млрд $.

## Линии
Линия проходит от исторического центра (downtown) города (район больницы им. Джонса Хопкинса) на северо-запад (район мегамолла Owings Mills) через деловой центр.
Длина линии — 24,8 км, из которых 10 км подземные, 3,5 км надземные, 11,3 км наземные.
На линии имеется 14 станций, из которых 8 подземные (глубиной заложения от 16 м до 34 м) и 6 надземные (до 7—8 м от уровня земли). Платформы станций длиной 137 м рассчитаны на 6-вагонные составы.
Окончание линии с рядом станций было преобразовано из бывших железнодорожных и проходит параллельно Западно-Мэрилендской железной дороге и проспекту Wabash Avenue.
- Подземная станция "Больница им. Джонса Хопкинса"
- Надземная станция "West Coldspring"
- Наземная станция "Старый суд" ("Old Court")

## Эксплуатация
Суточный пассажиропоток — около 45 тысяч, годовой — более 13 миллионов человек.
Интервал движения — 8 минут в часы пик, 11 минут в остальное время и по выходным.
Время проезда по линии — полчаса.
Метрополитен открыт с 5 утра по будням и с 6 утра по выходным до полуночи.
На большинстве станций есть пересадка на автобусы подвозящих маршрутов типа «М» и другие той же компании MTA, пересадок на городские скоростные трамваи (легкорельсовый транспорт) и поезда Мэрилендской железной дороги нет.
Стоимость проезда — 1,6 $ за одну поездку, 3,5 $ за суточный, 16,6 $ за недельный, 64 $ за месячный проездные. Для ряда категорий пассажиров есть скидки.
Проезд производится по билетам, приобретаемым в автоматах оплаты.
Планируется введение смарт-карт CharmCard.

## Подвижной состав
Имеется 100 (выход в часы пик — 54) формирующих 2-,4-,6-вагонные составы 23-метровых 35-тонных вагонов Universal Transit Vehicle производства компании Budd, построенных в 1983—1986, модернизированных в 2002—2005, рассчитанных на 166 пассажиров (в том числе 76 сидящих) и скорость до 110 км/ч.
Имеется одно электродепо (Wabash Avenue, 5801).

## Перспективы развития
Планируется двухэтапное удлинение линии на северо-запад до Университета штата им. Моргана и затем до района локального центра White Marsh.
Предполагалось сооружение новой Красной линии с запада на восток города с наименованием действующей линии Зелёной, но в 2015 предложение было отменено губернатором Ларри Хоганом.